# حماله
حماله (به عربی: حمالة) یک شهرداری در الجزایر است که در استان میله واقع شده‌است. حماله ۱۰٬۸۱۰ نفر جمعیت دارد.